# Estádio do Clube Desportivo das Aves
L'Estádio do CD das Aves és un estadi polivalent situat a Vila das Aves, Portugal. Actualment s'utilitza principalment per a partits de futbol i és el camp del Clube Desportivo das Aves. L'estadi té capacitat per a 6.230 persones i es va construir l'any 1981.
Va sofrir moltes renovacions durant el nou mil·lenni, especialment l'any 2000, quan el Desportivo das Aves va aconseguir l'ascens a la Primeira Liga per segona vegada en la seva història. Quan es va construir l'estadi, hi havia 12.500 seients disponibles, però actualment només té 6.230 seients després que el club decidís eliminar alguns dels seus seients.
La selecció francesa de futbol va utilitzar l'estadi com a camp d'entrenament en preparació per a la UEFA Euro 2004. El conjunt francès va arribar als quarts de final de la competició després de ser eliminat del torneig per l'eventual guanyadora Grècia gràcies a un gol d'Angelos Charisteas.